# Mausolée royal de Maurétanie
 (décembre 2024).
Le mausolée royal de Maurétanie (en arabe : الضريح الملكي الموريطني), communément appelé Tombeau de la Chrétienne, est un monument funéraire situé à Sidi Rached, dans la wilaya de Tipaza en Algérie. Édifié sous la forme d’un tumulus de pierre d’environ 80 000 m3, il se présente comme un édifice circulaire de 60,9 mètres de diamètre pour 32,4 m de hauteur, caractérisé par une base cylindrique ceinturée de soixante colonnes ioniques, surmontées d’une corniche. Il classé en 1982 au patrimoine mondial de l'Unesco au titre du bien culturel « Tipasa » sous les critères (iii) et (iv), il figure également, depuis 2002, sur la liste indicative du patrimoine mondial dans la catégorie « Mausolées royaux de Numidie et de Maurétanie et monuments funéraires préislamiques », au regard des critères (ii), (iii) et (iv).

## Histoire

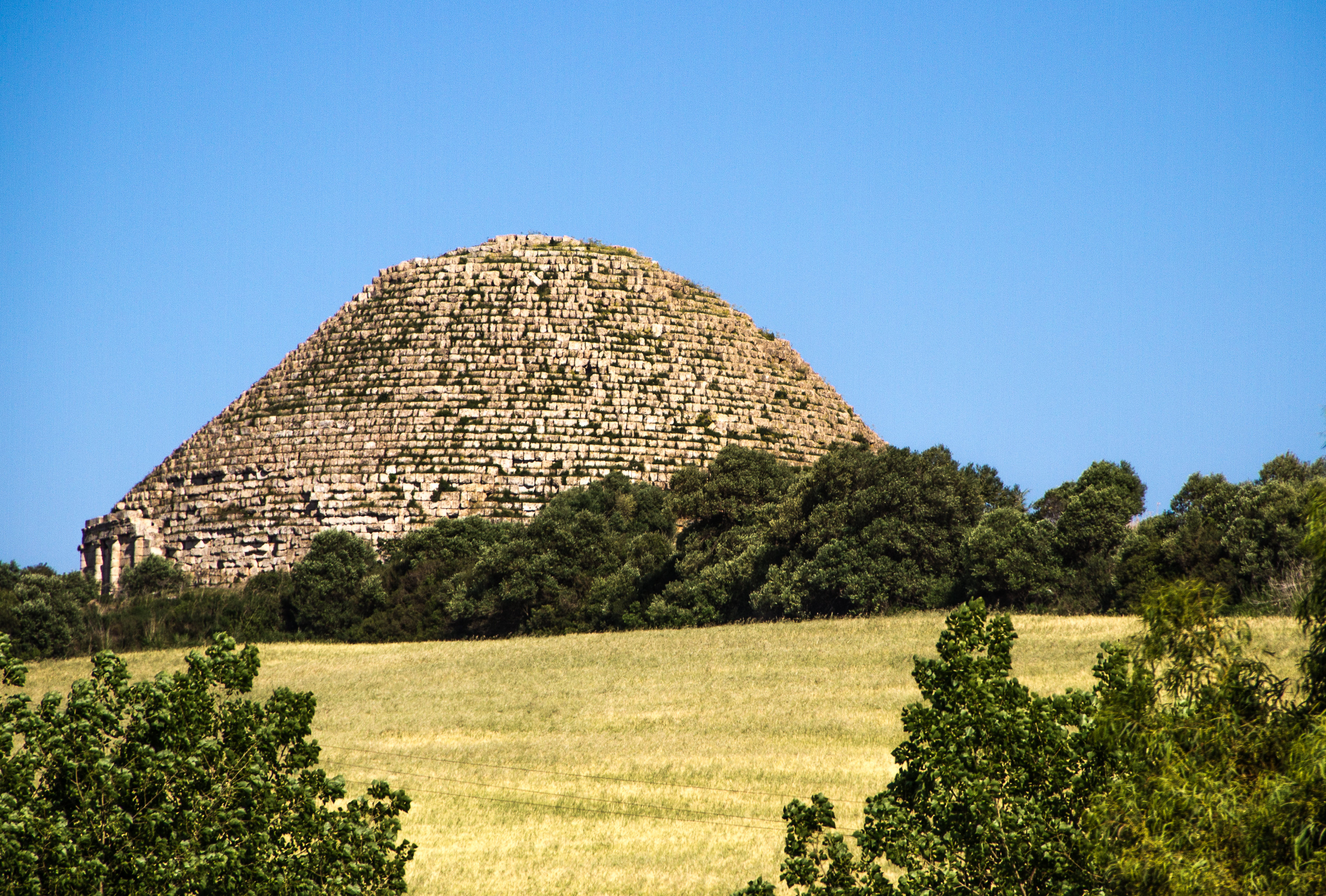
Vue du Mausolée royal de Maurétanie.

La date de construction et la fonction réelle de ce monument ne sont pas connues avec certitude. Sur la date, on sait qu'il est mentionné dans un texte du géographe Pomponius Mela, daté des années 40 ap. J.-C., époque où le royaume de Maurétanie fut annexé par Rome. Certains historiens pensent qu'il s'agit d'un mausolée royal construit par le roi Juba II qui régna de 25 av. J.-C. à 23 ap. J.-C. et son épouse, la reine Cléopâtre Séléné. Pour d'autres, l'étude architecturale du monument permettrait de le dater approximativement du Ier ou IIe siècle av. J.-C. et donc antérieurement à la domination romaine sur l'Afrique du Nord. Stéphane Gsell a dit à son sujet : « C'est une construction de type indigène, couverte d'une chemise grecque ».

## Description

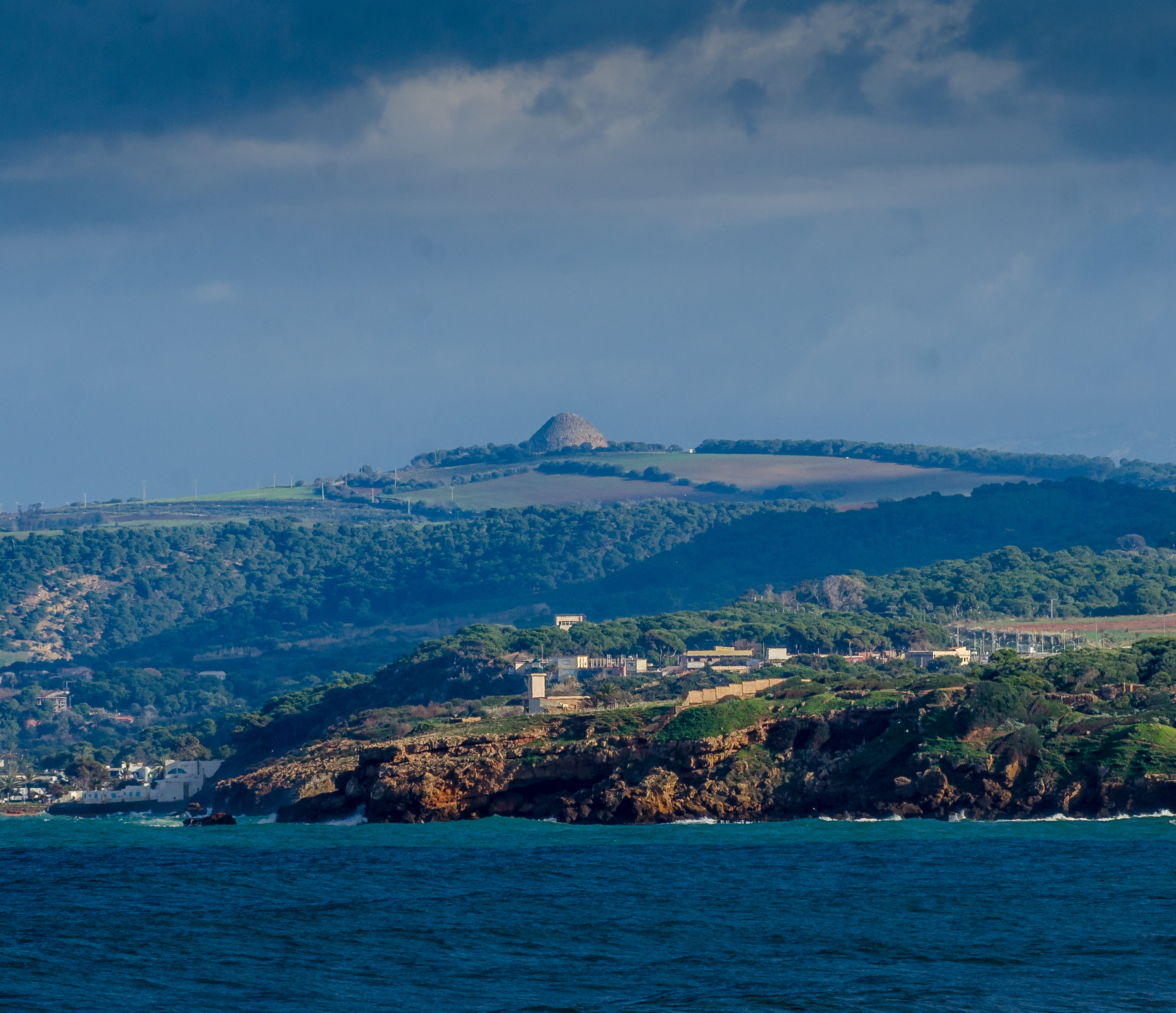
Situation sur les collines du Sahel algérois à l'est de Tipaza.

L'édifice, un tumulus de pierre d'environ 80 000 m3 mesure 60,9 mètres de diamètre et 32,4 m de hauteur. Érigé non loin de Tipaza (près du village de Sidi Rached), sur une crête des collines du Sahel algérois, il domine la plaine de la Mitidja à 261 mètres d'altitude.

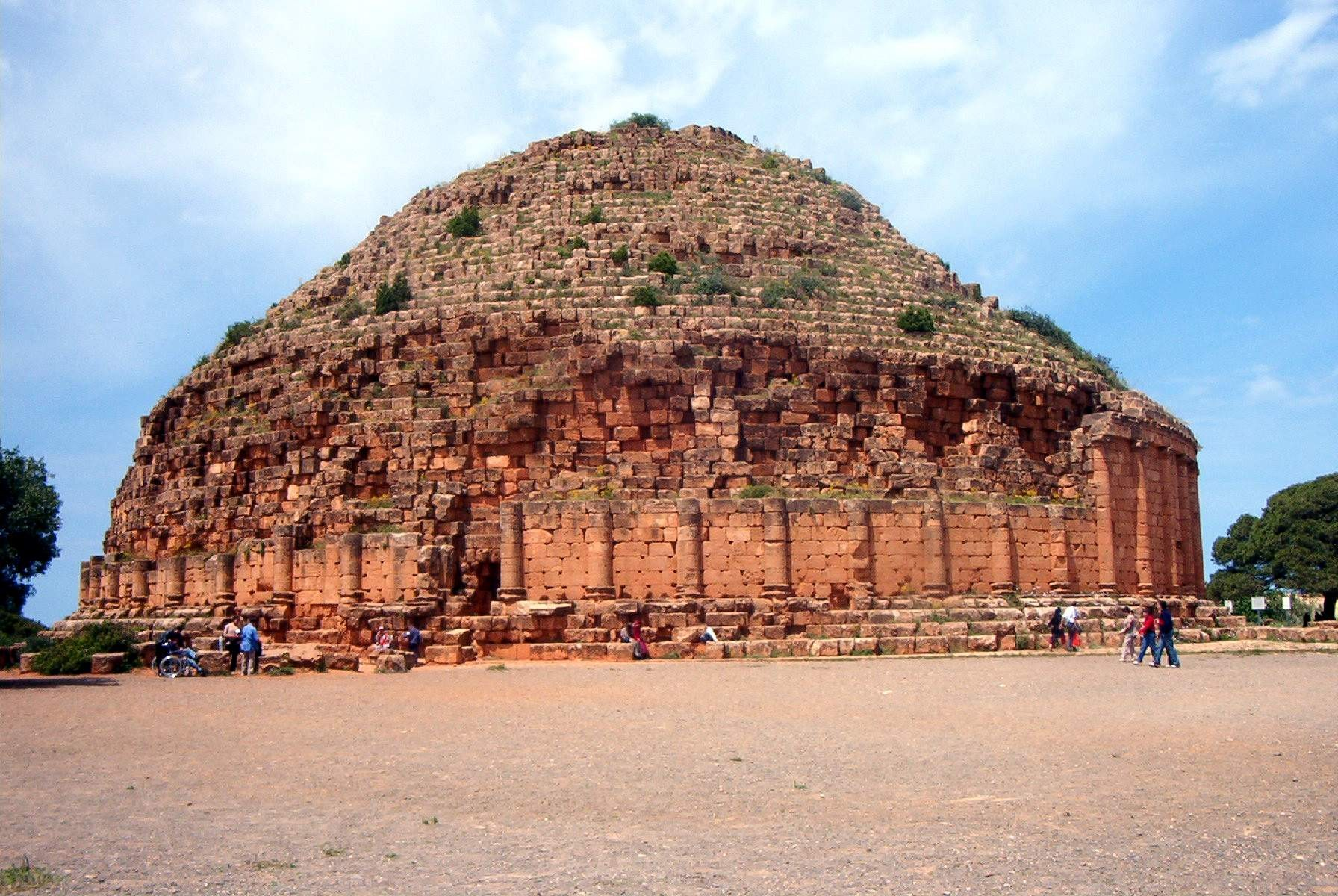
Sous la porte sud, le tunnel creusé par Berbrugger lui a permis de rejoindre le couloir circulaire à l'intérieur de l'édifice.

Il comporte une partie cylindrique ornée sur son périmètre, dont le développement est de 185,5 m, de 60 colonnes engagées surmontées de chapiteaux ioniques et supportant une corniche. Cette partie présente quatre fausses portes situées aux points cardinaux. Ce sont des panneaux de pierre de 6,9 m de haut, encadrés sur un chambranle et partagés au centre par des moulures disposées en croix. Il a été émis l'hypothèse que ce serait cet ornement qui a justifié le nom traditionnel de Tombeau de la Chrétienne.

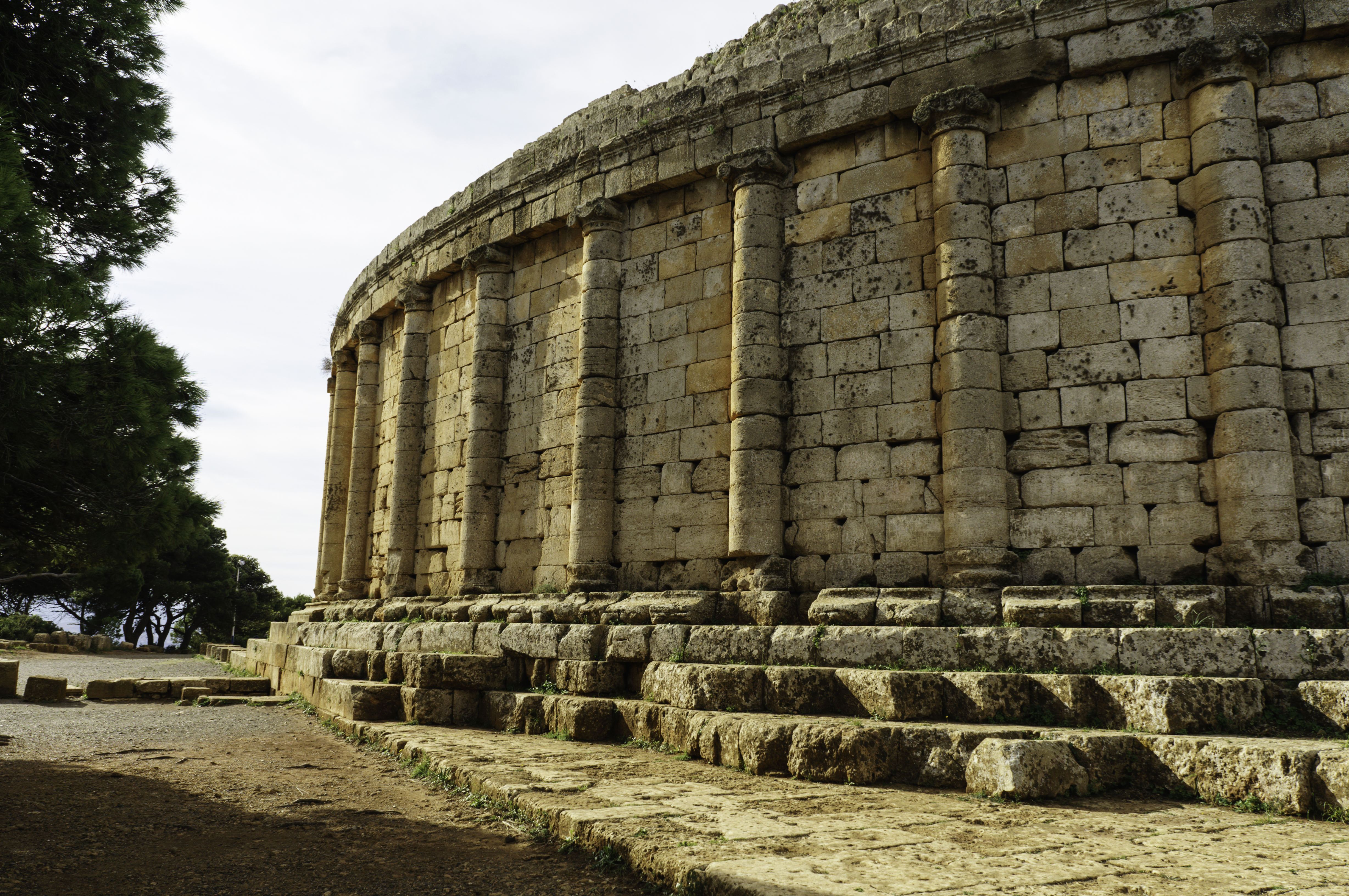
L'assise du mausolée.

Au-dessus, la partie conique est constituée de 33 assises de pierre, hautes de 58 cm, et se termine par une plate-forme. Elle est largement échancrée au-dessus de la fausse porte de l'est.
L'entrée véritable du monument, longtemps ignorée, se situe dans le soubassement, sous la fausse porte de l'est. Elle a été découverte lors de la campagne de fouilles menée en 1865 par Adrien Berbrugger, inspecteur des Monuments historiques, à la demande de Napoléon III. C'est une porte basse, de 1,1 m de haut, et étroite, qui donnait sur une dalle coulissante en grès, trouvée brisée. Ensuite, un couloir d'accès très bas conduit au vestibule des lions. Il est ainsi appelé parce qu'on y voit un lion et une lionne sculptés en relief au-dessus de l'accès au couloir intérieur. Ce vestibule voûté mesure 5,33 m de long, 2,52 m de large et 3,20 m de haut. Cette entrée est aujourd'hui condamnée et inaccessible aux visiteurs.
De ce vestibule, on accède en gravissant sept marches à la galerie circulaire. Celle-ci suit un tracé circulaire horizontal formant un cercle presque complet qui, partant de la fausse porte est, passe successivement derrière les fausses portes du nord, de l'ouest et du sud, avant de tourner vers le centre du monument.

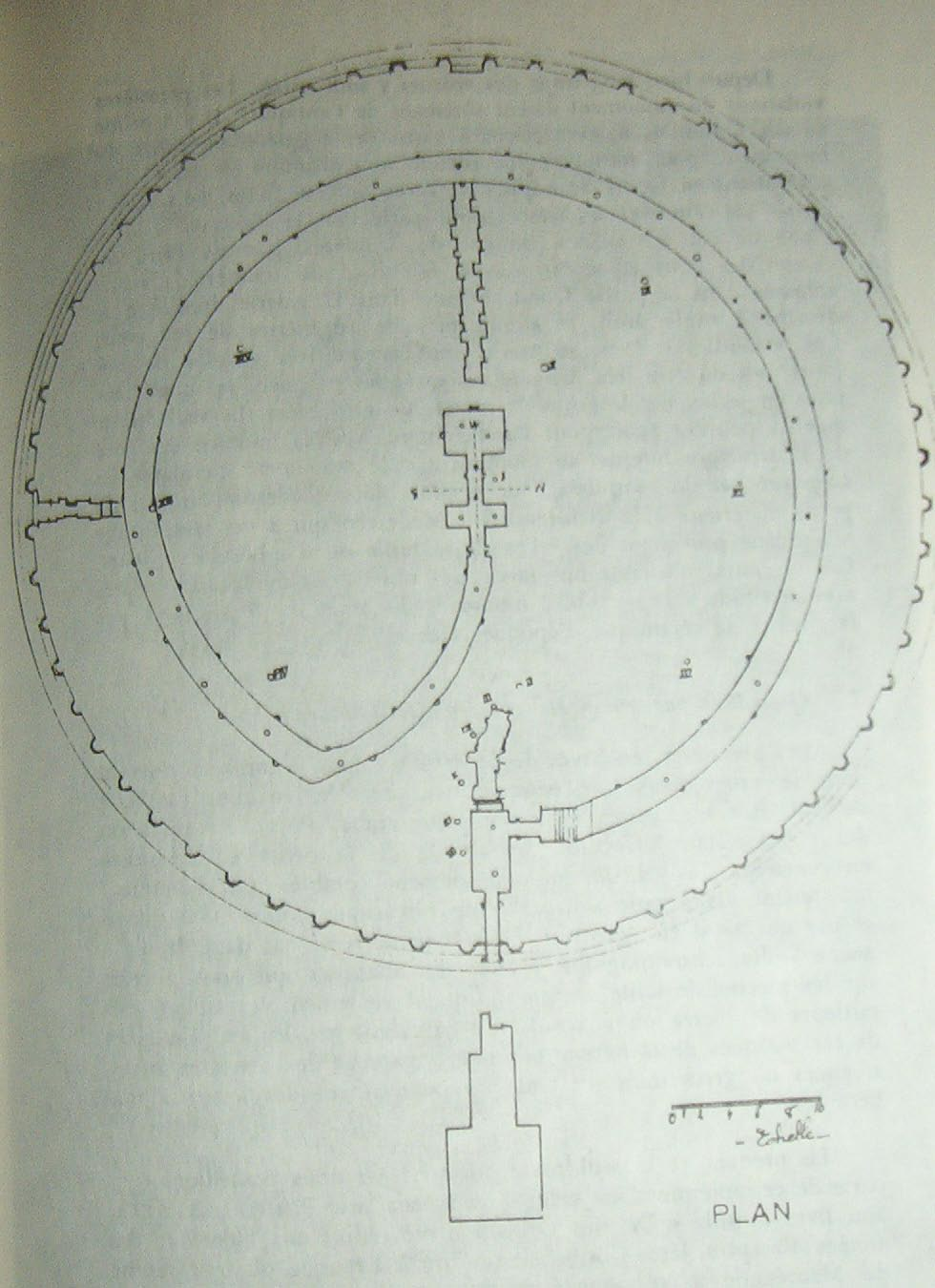
Plan de l'édifice.

Au bout de la galerie, une porte munie d'une herse, brisée elle aussi, ouvre sur un vestibule de 4,04 m de long, 1,58 m de large et 2,73 de haut. De ce vestibule, un couloir surbaissé mène à la chambre centrale située au cœur du monument. Fermé par une porte à herse coulissante, trouvée aussi brisée, ce caveau voûté mesure 4,04 de long, 3,06 de large et 3,43 de haut. Orienté nord-sud, avec l'entrée à l'est, il comporte trois niches sur chacune des parois nord, sud et ouest.
Le mausolée est entièrement vide de tout mobilier. Aucune chambre secrète n'a été trouvée, malgré de nombreuses recherches.
Un monument analogue se trouve dans l'Est algérien, c'est le Medracen situé près de Batna. Il en diffère cependant par la taille, seulement 18,5 m de haut, la structure interne, et est certainement plus ancien.

## Historique du nom
Juba II fut un des hommes les plus savants de son temps : Pline et Plutarque le citent souvent dans leurs ouvrages à titre de référence incontestable, notamment dans les domaines de l'histoire, de la géographie, de la grammaire, de l'éducation, de la philosophie, de l'archéologie, de l'histoire naturelle, de la botanique, de l'art lyrique, de la peinture, etc.
Quant à son impériale épouse, si ses actes n'ont pas pris place dans les bibliothèques sous forme de livres, c'est qu'elle se dévouait sans compter pour le bien-être de son peuple dont elle était aimée, voire vénérée. C'est cette vénération qui s'est traduite, après la mort de Séléné, par un mausolée dénommé par les populations locales : Tombeau de la Romaine.
Dans les récits arabes le terme roumi/roum/rum désigne les byzantins, par extension les romains et les chrétiens. Si les historiens arabes ont désigné le tombeau par le terme roum/roumia c'est en référence à la période romaine. Ainsi, la traduction française des écrits arabes aurait confondu les sens de roumia en employant le terme de chrétienne en lieu et place de romaine.